# Östgöta luftvärnsregemente
Östgöta luftvärnsregemente (Lv 2) var ett luftvärnsförband inom svenska armén som verkade i olika former åren 1938–1962. Förbandsledningen var förlagd i Linköpings garnison i Linköping.

## Historik

### Bildandet
Östgöta luftvärnsregemente bildades den 1 oktober 1939, men redan ett år tidigare, den 1 oktober 1938 hade det bildats en förberedande organisation, vilken förlades till den östra kasernen vid tvillingetablissemanget i Linköping. Kasernen hade ursprungligen uppförts 1922 till Första livgrenadjärregementet (I 4), vilket senare kom att slås samman med Andra livgrenadjärregementet (I 5) till Livgrenadjärregementet (I 4) på det västra kasernområdet. De första värnpliktiga vid regementet ryckte in i den 9 mars 1939 och fördelades på fyra luftvärnsbatterier.
Genom försvarsbeslutet 1936 fick luftvärnet en självständigare roll inom artilleriet, vilket bland annat resulterade i att ett flertal luftvärnsdivisioner organiserades. Östgöta luftvärnsregemente var ett av de regementen som under åren 1939–1942 kom att stå som stam för ett flertal luftvärnsförband.
Åren 1939–1941 förlades ett detachement ur regementet till Stockholm, vilket benämndes Östgöta luftvärnsregementes detachement i Stockholm (A 10 S). År 1941 avskiljdes detachementet i Stockholm och bildade ett självständigt regemente under namnet Stockholms luftvärnsregemente (A 11). Åren 1940–1942 organiserade regementet beredskapsdivisioner för luftförsvaret av Sundsvall och Malmö. År 1941 omorganiserades dessa två beredskapsdivisioner till Sundsvalls luftvärnsdivision (A 10 Su) respektive Malmö luftvärnsdivision (A 10 M).
Genom försvarsbeslutet 1942 beslutades att avskilja luftvärnet från artilleriet, för att bilda ett eget truppslag, luftvärnet. Förändringen resulterade att regementet tilldelades en ny beteckning, Östgöta luftvärnsregemente (Lv 2). Men även att detachementen i Malmö och Sundsvall avskildes från regementet och bildade självständiga förband, Skånska luftvärnskåren (Lv 4) respektive Sundsvalls luftvärnskår (Lv 5).
År 1952 omlokaliserades Stockholms luftvärnsregemente (Lv 3) till Norrtälje, vilket resulterade i att Östgöta luftvärnsregemente övertog ansvaret för Stockholms luftvärnsregementes batteri på Gotland (Lv 3 G). Detachementet kom med organisationsförändringen att namnändras till Östgöta luftvärnsregementes batteri på Gotland (Lv 2 G).

### Försvarsbesluten
Inför försvarsbeslutet 1958 föreslog regeringen för riksdagen att Östgöta luftvärnsregemente skulle avvecklas och dess utbildningskontingent fördelas på kvarvarande luftvärnsförband. Bakgrunden till förslaget var att den totala utbildningskontingent vid luftvärnet var i behov att minskas, för att motsvara behovet i krigsorganisationen. Att just Östgöta luftvärnsregemente föreslogs avvecklas som fredsförband, var att armén ville förlägga Svea artilleriregemente till Linköping. Det som en vidare bakgrund till att det fanns en önskvärdhet att minska antalet fredsförband i Stockholmsregionen. I Linköpingsregionen skulle Svea artilleriregemente få bättre övningsmöjligheter genom det planerade nya skjutfältet Gullbergsfältet. I 1959 års riksdag menade regeringen att i särskilt utsatta landsdelar skulle fredsförbanden bibehållas. Detta medförde bland annat att Östgöta luftvärnsregementes batteri på Gotland (Lv 2 G) undantogs för utredning för avveckling. Den 18 mars 1962 hölls en avvecklingsceremoni vid regementet, den 31 mars 1962 avvecklades och upplöstes regementet. Regementet kom dock att fortleva under drygt ett år, då den övergick från den 1 april 1962 till en avvecklingsorganisation benämnd Lv 2 A. Avvecklingsorganisation fortsatte att utbilda värnpliktiga fram till den 31 mars 1963.

## Ingående enheter

### Luftvärnets kadettskola
Luftvärnets kadettskola (LvKS) från början benämnd Luftvärnets officersaspirantskola (LvOAS), omlokaliserades från Karlsborg till Linköping den 20 oktober 1939, och förlades till den 6:e kasernen. Den 29 september 1943 återgick skolan till Karlsborg, för att redan ett år senare den 3 oktober 1944 återkomma till Linköping. Den 28 september 1945 omorganiserades skolan till Luftvärnets kadettskola (LvKS).
Den 1 januari 1962 byte skolan återigen namn till Luftvärnets kadett- och aspirantskola (LvKAS). Då Östgöta luftvärnsregemente avvecklades den 31 mars 1962, tillhörde skolan den avvecklingsorganisation som blev kvar i Linköping. Skolan omlokaliserades senare den 1 september 1962 till Göta luftvärnsregemente (Lv 6) i Göteborg. Där den blev kvar fram till 1991, då den uppgick i Arméns luftvärnscentrum (LvC) i Norrtälje.

### Östgöta luftvärnsartilleriregementes detachement i Stockholm
Östgöta luftvärnsartilleriregementes detachement i Stockholm (A 10 S) var ett luftvärnsförband som bildades 1939 som ett detachement till Östgöta luftvärnsregemente. Förbandet uppsattes den 1 oktober 1939 i Stockholm som Östgöta luftvärnsartilleriregementes detachement i Stockholm (A 10 S). Den 1 oktober 1941 avskildes detachementet från Östgöta luftvärnsartilleriregemente och blev ett självständigt förband under namnet Stockholms luftvärnsartilleriregemente (A 11). 

### Östgöta luftvärnsregementes detachement på Gotland
Östgöta luftvärnsregementes detachement på Gotland, även Östgöta luftvärnsregementes batteri på Gotland, (Lv 2 G) var ett luftvärnsförband som bildades 1944 som ett detachement till Stockholms luftvärnsregemente. I samband med att Stockholms luftvärnsregemente omlokaliserades till Norrtälje, överfördes detachementet organisatoriskt till Östgöta luftvärnsregemente. Efter att Östgöta luftvärnsregemente avvecklades övertogs dess förbandsbeteckning samt traditioner av Gotlands luftvärnsdivision.

## Förläggningar och övningsplatser

### Förläggning
När Östgöta luftvärnsregemente bildades förlades regementet på östra delen av det dubbelkasernområde som ursprungligen hade uppförts till Första livgrenadjärregementet. Vilket uppfördes efter 1901 års härordnings byggnadsprogram efter Kasernbyggnadsnämndens andra typritningsserie för infanterietablissement. De två kasernområdena åtskildes av en väg, och var i stort sett en spegelbild av varandra, med varsin matsal, varsitt förråd, varsitt sjukhus och varsina mässar och så vidare. Till östra delen av dubbelkasernområdet förlades även en truppslagsskola ur luftvärnet. Genom försvarsbeslutet 1958 beslutades att Östgöta luftvärnsregemente skulle upplösas och avvecklas, vilket medförde att luftvärnets truppslagsskola omlokaliserades till Göteborgs garnison. Som kompensation till garnisonen beslutades i samma försvarsbeslut att Svea artilleriregemente skulle förläggas till Linköping. Svea artilleriregemente flyttades från Rissne, Sundbybergs stad till Linköping våren 1963, och övertog kasernerna på den östra delen. År 1997 avvecklades samtliga kvarvarande förband i garnisonen, och dubbelkasernområdet såldes till det statliga fastighetsutvecklingsbolaget Vasallen.

### Detachement

#### Malmö
Den 1 oktober 1941 detacherades en beredskapsdivision ur regementet till Malmö, Malmö luftvärnsdivision (A 10 M). Divisionen var förlagd vid Gamla Borgarskolan på Repslagargatan. Från den 1 oktober 1942 avskildes detachementet från regementet, och bildade Skånska luftvärnskåren (Lv 4).

#### Stockholm
Den 1 oktober 1939 detacherades en division ur regementet till Stockholm, Stockholms luftvärnsdivision (A 10 S). Detachementet förlades till Göta livgardes tidigare kaserner på Linnégatan. Från den 1 oktober 1941 avskildes detachementet från regementet, och bildade Stockholms luftvärnsregemente (A 11).

#### Sundsvall
Den 4 oktober 1940 detacherades en beredskapsdivision ur regementet till Sundsvall, Sundsvalls luftvärnsdivision (A 10 Su). Divisionen var förlagd till Gustav Adolfsskolan på Södra Järnvägsgatan, samt med stab på Hotel Knaust på Kyrkogatan samt i Tingshuset på Storgatan. Från den 1 oktober 1942 avskildes detachementet från regementet, och bildade Sundsvalls luftvärnskår (Lv 5).

#### Visby
Från den 1 november 1952 övertog regementet ett detachementet i Visby, vilket tidigare tillhört från Stockholms luftvärnsregemente (Lv 3). Detachementet bytte namn från Stockholms luftvärnsregementes batteri på Gotland (Lv 3 G), till Östgöta luftvärnsregemente batteri på Gotland (Lv 2 G). Detachementet var förlagt till kasern 2 och 3 vid Gotlands artillerikårs (A 7) kasernområde vid Östra Hansegatan. I samband med att regementet avvecklades, blev detachementet i Visby ett självständigt förband under namnet Gotlands luftvärnsdivision (Lv 2).

## Heraldik och traditioner
Den 6 juni 1941 överlämnade arméchefen Ivar Holmquist ett förbandsstandar till regementet, vilket fördes av regementet fram till att det avvecklades den 31 mars 1962. Förbandsstandaren överfördes då till Gotlandsbatteriet, vilket samtidigt omorganiserades till ett självständigt förband under namnet Gotlands luftvärnsdivision (Lv 2). Gotlands luftvärnsdivision övertog även regementets förbandsmarsch samt traditioner, och förde dem fram till den 31 augusti 2000. Från den 1 september 2000 bevaras minnet av regementet av Luftvärnsregementet (Lv 6).

## Förbandschefer
Regementschefer verksamma under perioden 1938–1961:

- 1938–1941: Jacques de Laval
- 1941–1946: Ragnar Lindblad
- 1946–1948: Richard Åkerman
- 1948–1955: Sten Axel Odelberg
- 1955–1957: Sven Thofelt
- 1957–1961: Olle Rydner
- 1961–1962: Per Frumerie (t.f. chef)

## Namn, beteckning och förläggningsort
| Kungl. Östgöta luftvärnsregemente | 1938-10-01 | – | 1962-03-31 |
| Avvecklingsorganisation           | 1962-04-01 | – | 1963-03-31 |

| A 10   | 1938-10-01 | – | 1942-09-30 |
| Lv 2   | 1942-10-01 | – | 1962-03-31 |
| Lv 2 A | 1962-04-01 | – | 1963-03-31 |

| Linköpings garnison (F)    | 1938-10-01 | – | 1963-03-31 |
| Stockholms garnison (D)    | 1939-10-01 | – | 1941-09-30 |
| Malmö (D)                  | 1940-10-01 | – | 1942-09-30 |
| Sundsvall (D)              | 1940-10-04 | – | 1942-09-30 |
| Visby garnison (D)         | 1952-11-01 | – | 1963-03-31 |
| Hästholmens skjutplats (Ö) | 1939-11-14 | – | 1963-03-31 |

## Galleri

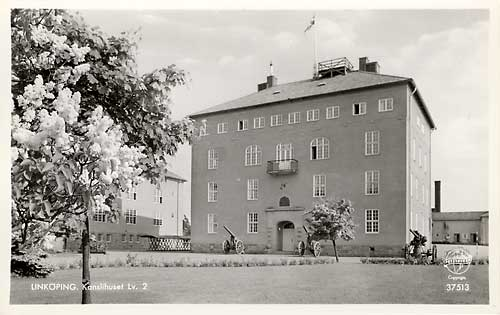
Kanslihuset vid Östgöta luftvärnsregemente.
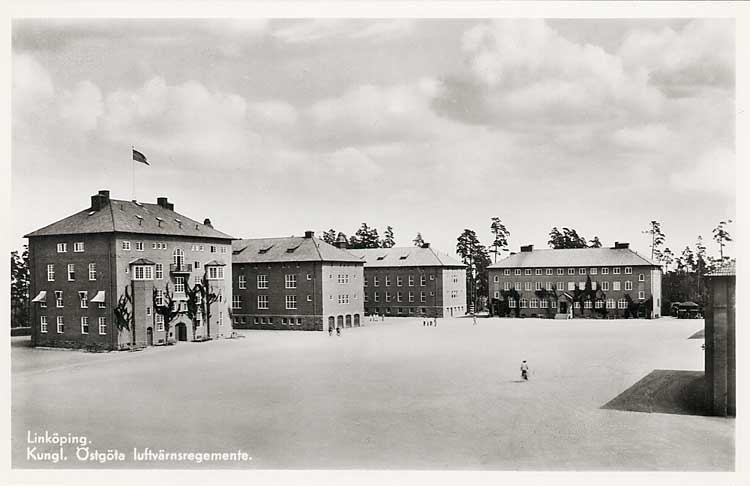
Kaserngården vid Östgöta luftvärnsregemente.
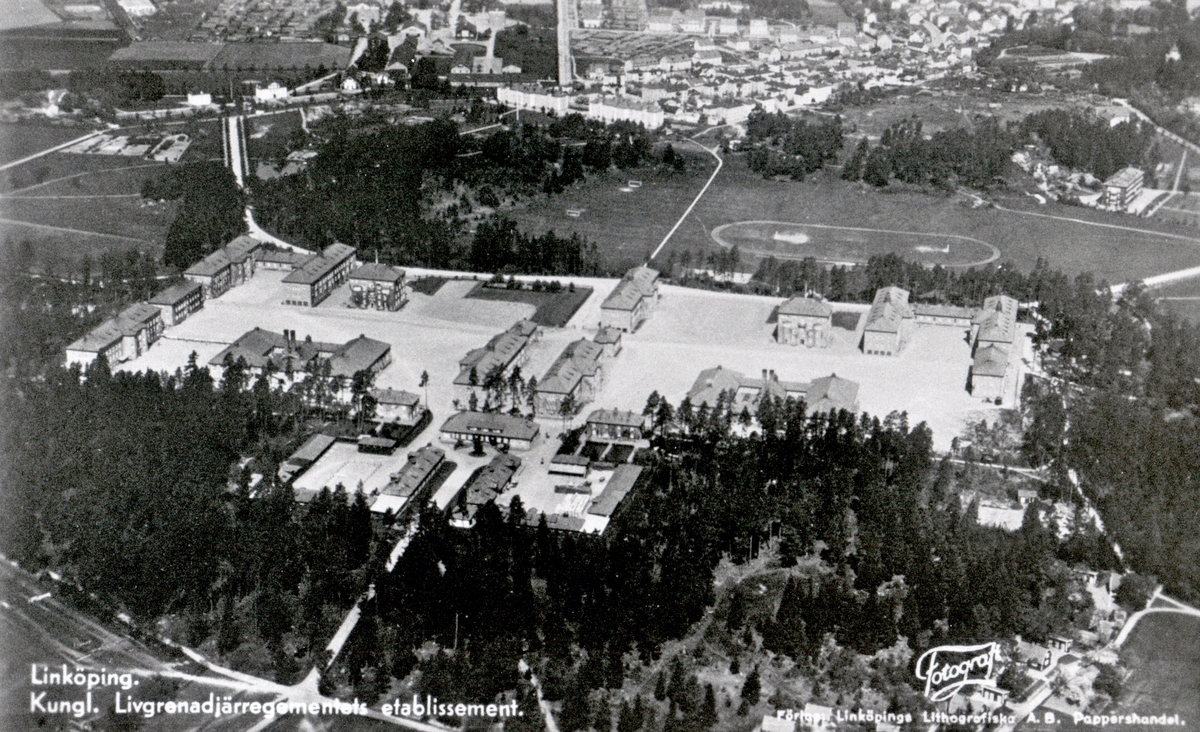
Vy över dubbelkasernområdet.
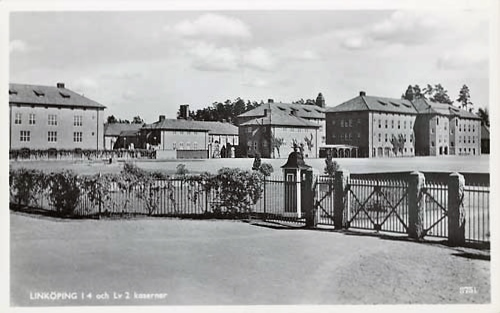
Vy över dubbelkasernområdet.
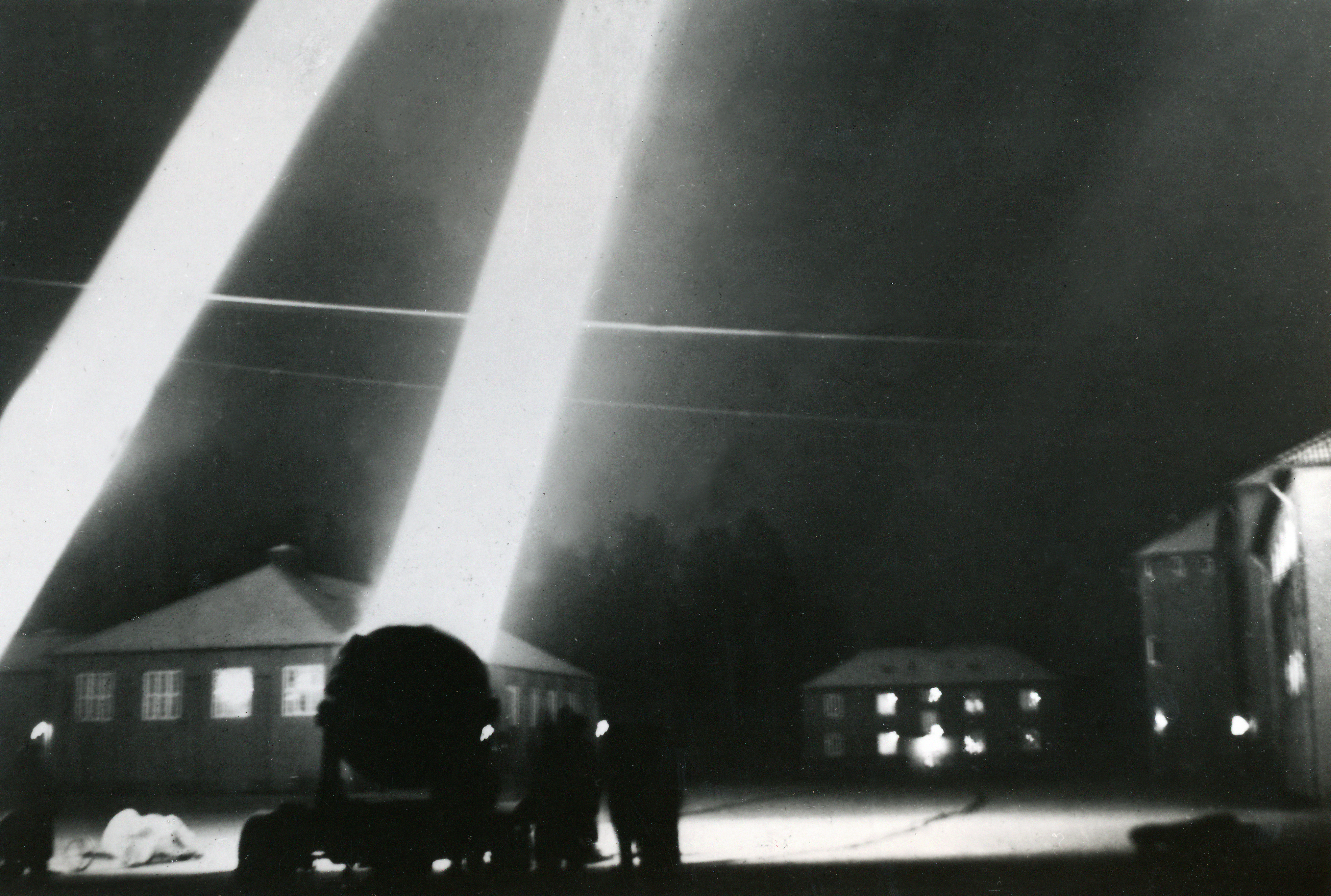
Övning med strålkastare på A 10 i Linköping december 1939.
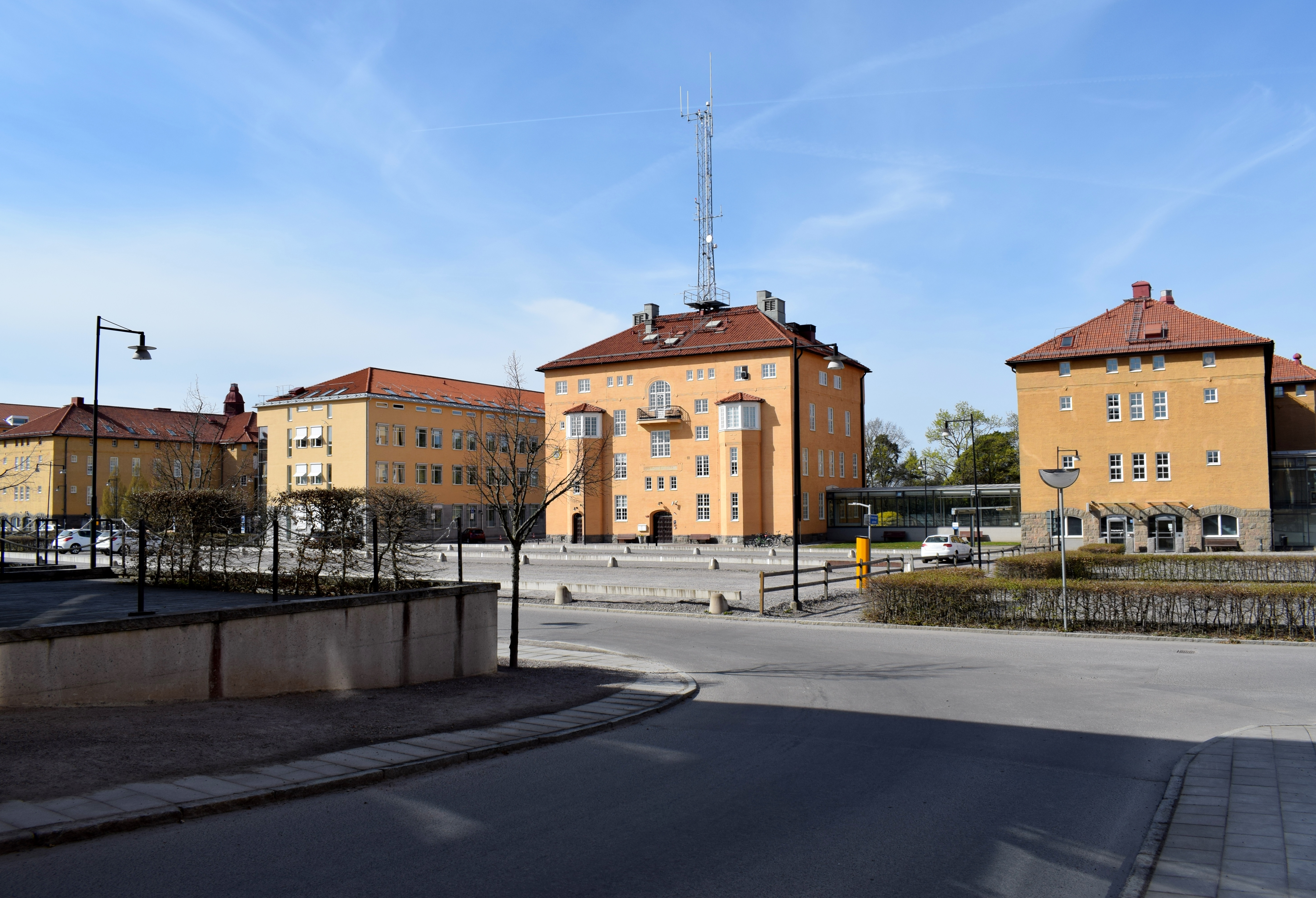
Regementets kanslihus i Linköping.
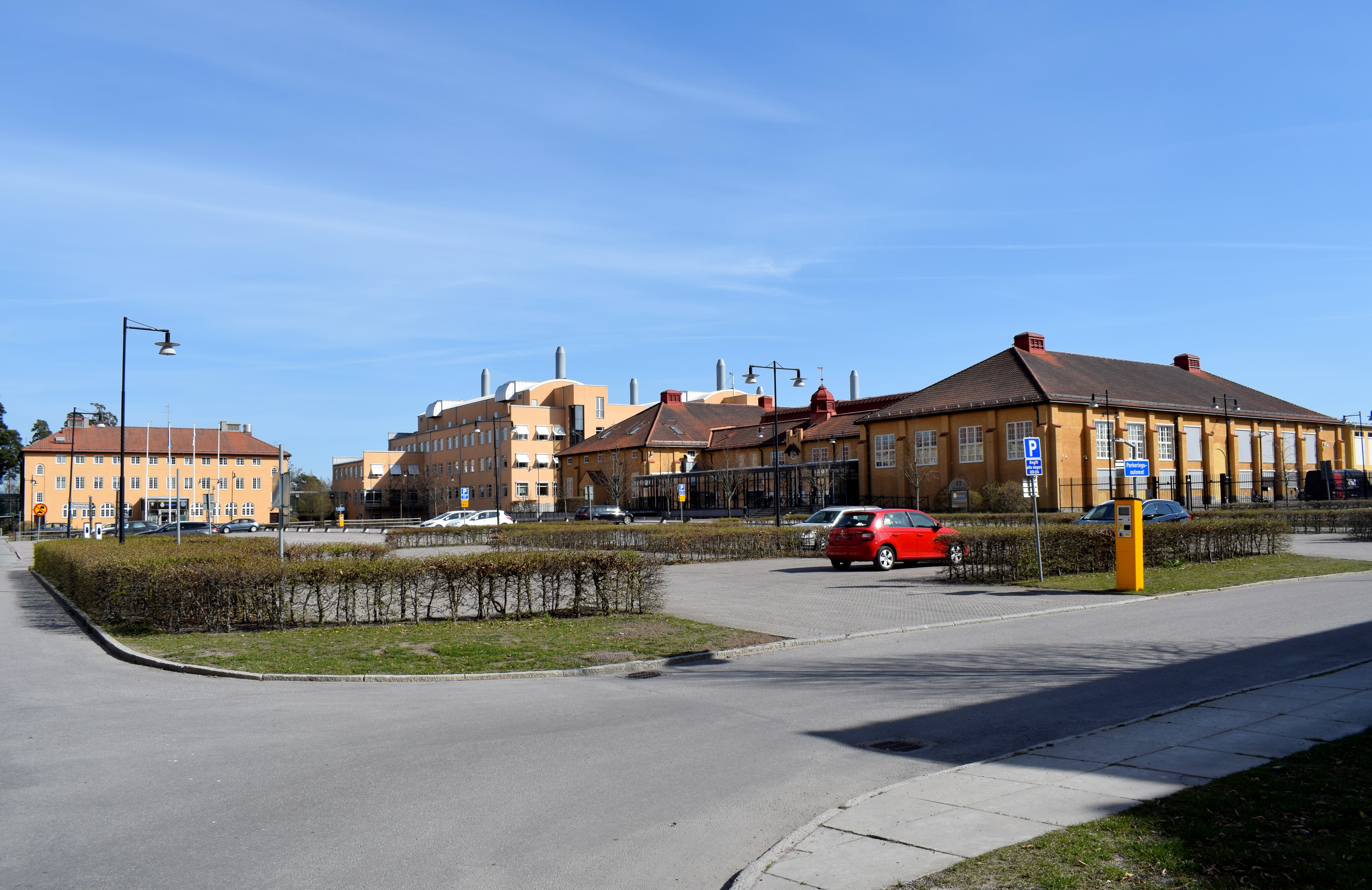
Regementets kaserngård och matsal i Linköping.
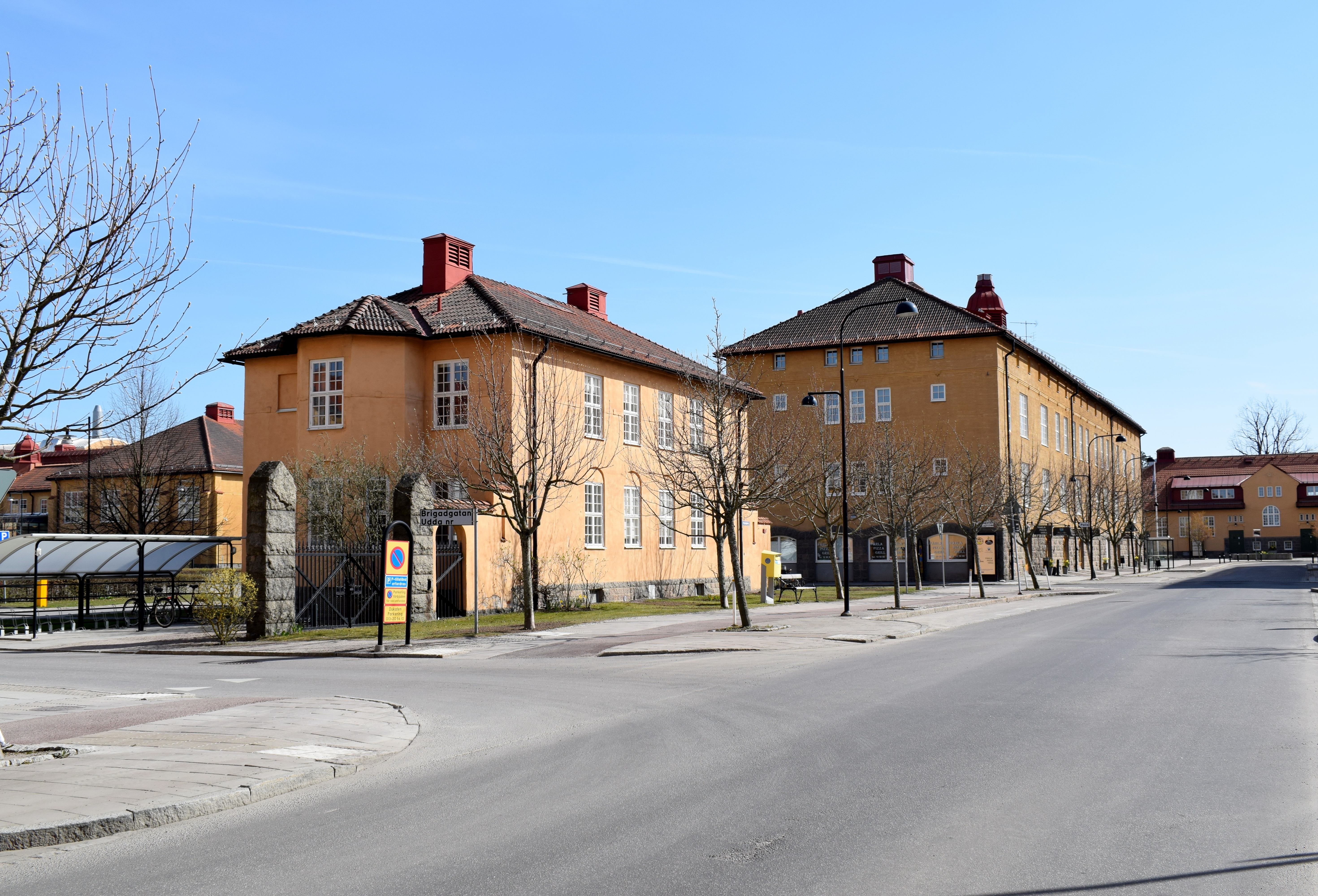
Före detta vaktlokal och entré till regementet i Linköping
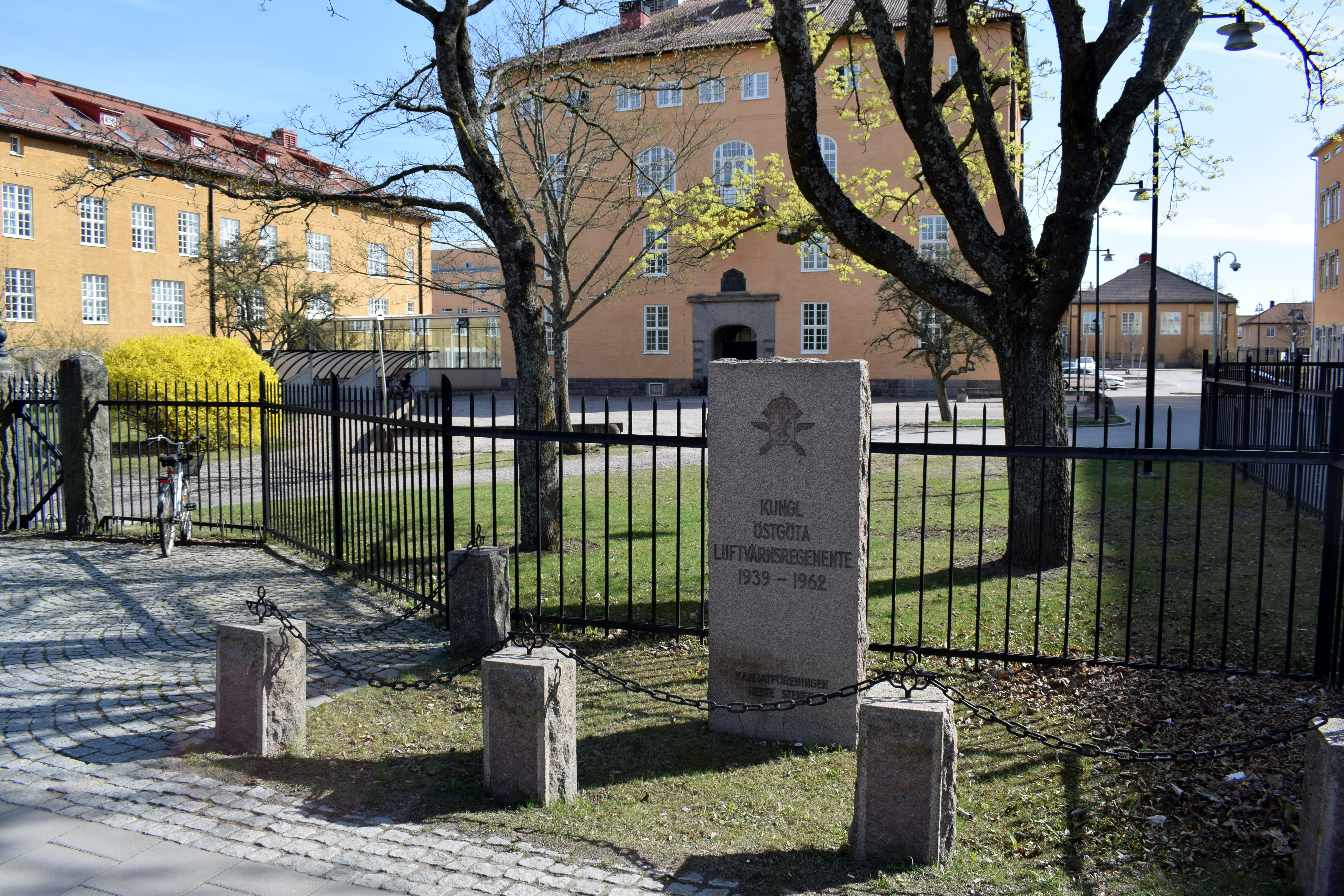
Minnessten över regementet placerad framför dess kanslihus.